# Guds moder

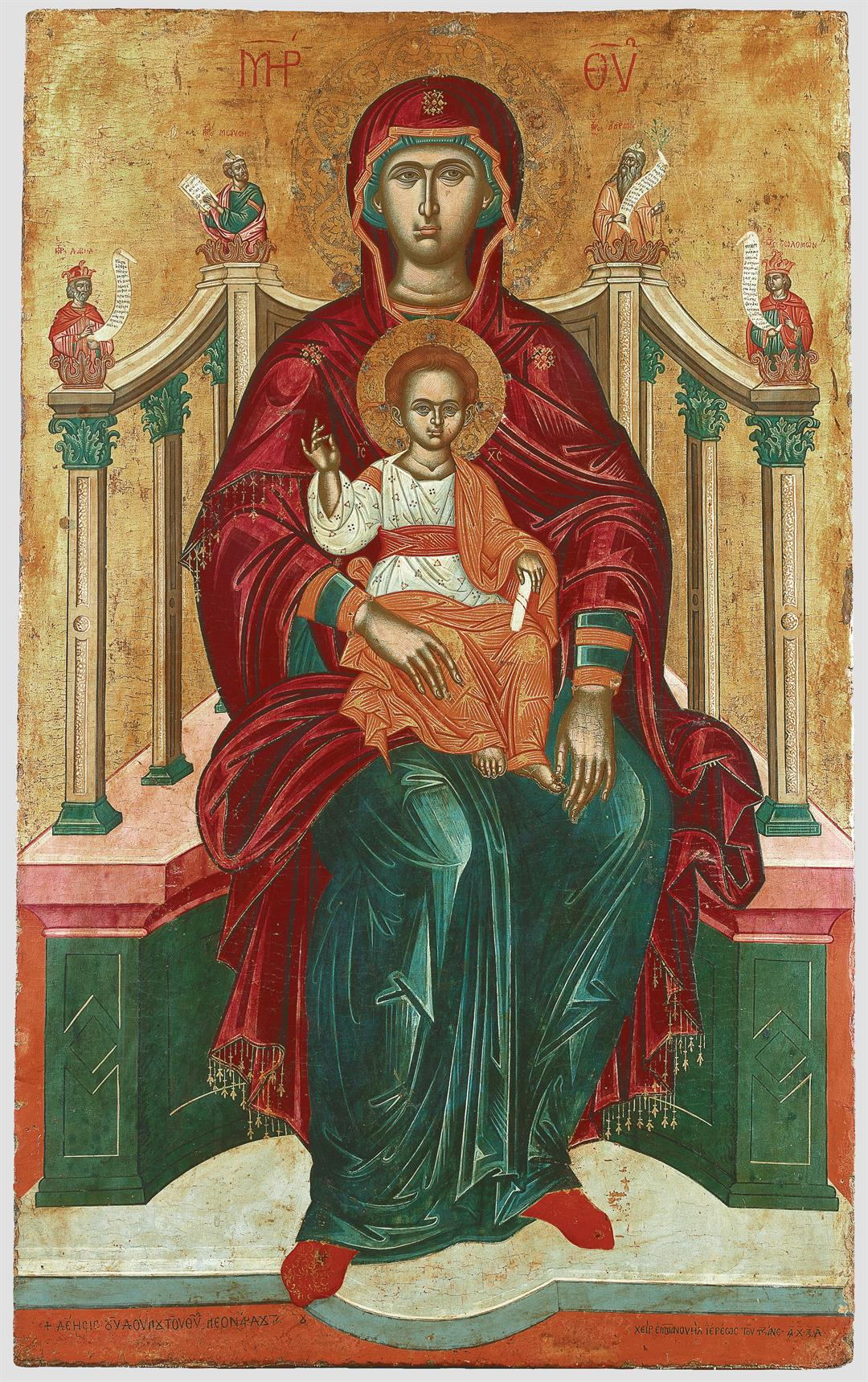
Ikon föreställande Guds moder och Jesusbarnet.

Guds moder (kyrkslaviska: Богоматеринство; translitteration: Bogomaterinstvo; grekiska Θεοτόκος/Theotokos, ''Gudsföderska'') är bland trinitariska kristna en vanlig titel på Jungfru Maria. Titeln definierades dogmatiskt vid konciliet i Efesus år 431. De kristna grupper som inte accepterar konciliet (varav flera är antitrinitariska) kallar istället Maria för Christotokos ("Kristusföderska").

## Gudsföderska
Formuleringen "Guds moder" var riktad mot nestorianismens lära att Maria enbart fött Kristi mänskliga natur till världen och inte den gudomliga. Istället framhölls här att Kristus är oupplösligen Gud och människa. Theotokos blev en återkommande titel för Maria i de östliga liturgierna och övertogs under medeltiden av det latinska västerlandet (Dei Genetrix).

## Gudsmodersbilder
Gudsmodersbilder kallas ikoner av Maria och barnet, eftersom de uttrycker inkarnationens mysterium: att Jesus som är gudomlig har blivit född av en kvinna.